# 开普勒90
开普勒90（英語：Kepler-90），又稱，是一颗位于天龙座的恒星。目前发现它拥有八颗太阳系外行星，与太阳系行星数目相同，兩者同為已知擁有最多行星的恒星系统之一。
早在2013年，克卜勒90就已被確認有七顆行星，是已知太陽系外恆星中發現行星數量最多的恆星。2017年12月14日，美國國家航空暨太空總署（NASA）和谷歌（Google）共同宣布发现开普勒90系统的第八颗行星开普勒90i，该发现借助了由谷歌研发的机器学习系统，這是少數透過人工智慧協助發現的系外行星（此次發現的兩顆行星為克卜勒90i與克卜勒80g），同時也使克卜勒90和太陽並列為已知擁有最多行星的恆星。

## 恆星性質
开普勒90與太陽相似，其恆星光譜為G型或F型，即其顏色為黃色或黃白色。（太陽是G型主序星）這顆恆星的質量為太陽質量的1.13倍，半徑為太陽半徑的1.2倍，而有效溫度則為5930 K，比太陽的有效溫度5777K稍高。而這顆恆星的金屬量則為-0.17 ± 0.21，比太陽低數倍。开普勒90擁有8顆行星，与太陽系数目相同。开普勒90與太陽系非常相似，唯一不同之處在於其行星系與母星的距離相差很大。

## 行星系統
开普勒90距離地球約2,500光年，其行星系結構近似於太陽系，類地行星皆位於內側，而外側都是類木行星。其中六顆內行星屬於超級地球或迷你海王星，而其餘兩顆外行星則為氣體巨行星。但綜觀整個行星系，即使是最外側的行星h，軌道大小也還不及地球，因此开普勒90行星系常被暱稱為「迷你版的太陽系」。
天文學家是透過凌日法這個系外行星偵測法來發現开普勒90的行星的。但是，使用這個方法的壞處是天文學家只能找出這些行星的大小，而非質量。在該行星系中，開普勒90b是行星系中最接近恆星的行星，而開普勒90h則是行星系中距離恆星最遠的行星。
根據德國新聞網站本地，德國航空太空中心的天體物理學家於2013年10月28日指出他們發現了「至今距離太陽最遠的系外行星系。」

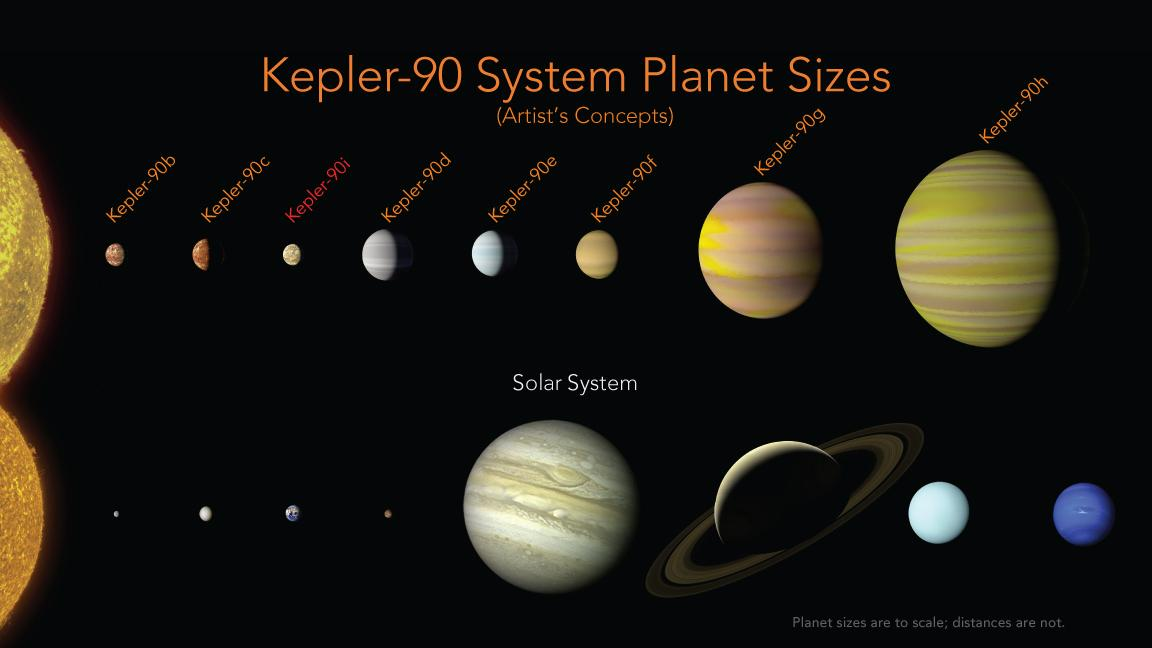
开普勒90行星系统与太阳系的比较

| 成員 (依恆星距離) | 质量    | 半長軸 (AU)   | 轨道周期 (天) | 離心率 | 傾角   | 半径          |
| ----------------- | ------- | ------------- | ------------- | ------ | ------ | ------------- |
| b                 | —       | 0.074 ± 0.016 | 7.008151      | —      | 89.4°  | 1.31145066 R⊕ |
| c                 | —       | 0.089 ± 0.012 | 8.719375      | —      | 89.68° | 1.18815188 R⊕ |
| i                 | —       | 0.1234        | 14.44912      | —      | 89.2°  | 1.32 R⊕       |
| d                 | —       | 0.32 ± 0.05   | 59.73667      | —      | 89.71° | 2.88070786 R⊕ |
| e                 | —       | 0.42 ± 0.06   | 91.93913      | —      | 89.79° | 2.66773724 R⊕ |
| f                 | —       | 0.48 ± 0.09   | 124.9144      | 0.01   | 89.77° | 2.89191684 R⊕ |
| g                 | <0.8 MJ | 0.71 ± 0.08   | 210.60697     | —      | 89.8°  | 8.1265105 R⊕  |
| h                 | <1.2 MJ | 1.01 ± 0.11   | 331.60059     | —      | 89.6°  | 11.3210698 R⊕ |

### 開普勒90b、c和i
前三顆最接近開普勒90的行星由近至遠依序為開普勒90b、c和i，三者都是類地行星。雖然是半徑最小的三顆行星，它們都是超級地球，半徑分別比地球大31%、19%和32%。其中b和c除了大小類似外，兩者的軌道週期正好呈現4:5的比例：b的轨道周期是7天，而c約是8.7天，當b繞行完母恆星5次時，c正好也繞行母恆星轉了4次，令到開普勒90、b和c處於天體位置衝。這是典型的軌道共振現象，這個效應亦可見於木星的四顆內衛星：木衛一的平均軌道周期與木衛二呈2：1的軌道共振，和木衛三則有著4：1的軌道共振，此即木衛一每繞行木星兩圈，木衛二即繞行一圈；而木衛一每繞行四圈，木衛三便繞行一圈。
開普勒90i發現於2017年，是由谷歌工程師 Christopher Shallue 和德州奧斯汀大學的天文學家 Andrew Vanderburg 沿著原先被忽略的微弱訊號找到的。i的軌道介於c和d之間，以約14.45天的周期繞行母恆星，表面溫度約709 K（約436°C），與水星的最高溫差不多。

### 開普勒90d、e和f
開普勒90d、e和f都是迷你海王星，它們的軌道與水星的軌道相近，尤其是開普勒90e。開普勒90e的轨道周期為91.9天，與水星的轨道周期（87.969天）只差4天。在規模方面，d、e和f的半徑分別是地球半徑的2.9倍、2.7倍和2.9倍，它們均可被歸類為超級地球或迷你海王星。由於其質量只是估算得出的，因此天文學家們仍然無法確定它們是屬於超級地球還是迷你海王星。值得注意的是，d、e和f亦有軌道共振的現象出現，而d、e和f的半長軸比例為的2:3:4。d的平均軌道周期與e有3：2的軌道共振，和f有2：1的軌道共振，即d每繞行開普勒90三周，e即繞行兩周；而d每繞行兩周，f繞行一周。

### 開普勒90g和h
開普勒90g和h都是氣體巨行星，它們的規模是行星系中最大的，g和h的半徑分別是地球半徑的8倍和11倍，而兩者的轨道周期則為211天和331天。它們的半徑與太陽系中的木星（10.517地球半徑）和土星（9.449地球半徑）相似，而轨道周期則與金星（225天）和地球（365天）相似。另外，g很可能有衛星。g與開普勒90的距離為1.01 AU，僅稍大於地球（1 AU）。相比起太陽系最外圍行星海王星與太陽的距離（30.1 AU）小很多。